# Guillaume Apollinaire
Guillaume Apollinaire (født 26. august 1880, død 9. november 1918) var en fransk digter, forfatter og kunstkritiker. Han blev født i Italien af en polsk moder. Han døde af den spanske syge.
Det var Apollinaire, der skrev det første surrealistiske digt. Han lagde også navn til stilarten orfisme, der er inspireret af den græske sagnhelt Orpheus.
Han opfandt også kalligram-digtning, hvor ordene i digtet skrives, så de tegner et billede. Ordene skriver, hvad billedet forestiller.